# Loyettes
Loyettes ist eine französische Gemeinde mit 3468 Einwohnern (Stand: 1. Januar 2022) im Département Ain in der Region Auvergne-Rhône-Alpes. Sie gehört zum Arrondissement Belley und zum Kanton Lagnieu. Die Einwohner nennen sich Loyettains.

## Geografie
Loyettes liegt am Fuß der südwestlichsten Ausläufer des Jura an der Rhône. Am nördlichen Rand der Gemeinde fließt der Ain. Umgeben wird Loyettes von den Nachbargemeinden Saint-Jean-de-Niost im Norden, Saint-Vulbas im Nordosten und Osten, Vernas im Osten, Saint-Romain-de-Jalionas im Südosten und Süden, Chavanoz im Südwesten und Westen, Anthon im Westen sowie Saint-Maurice-de-Gourdans im Nordwesten.

## Bevölkerungsentwicklung
| Jahr                       | 1962 | 1968 | 1975 | 1982 | 1990 | 1999 | 2006 | 2012 | 2021 |
| Einwohner                  | 0792 | 1001 | 1453 | 1713 | 2256 | 2322 | 2418 | 3004 | 3381 |
| Quellen: Cassini und INSEE |      |      |      |      |      |      |      |      |      |

## Sehenswürdigkeiten
- Kirche Saint-Jean-et-Saint-Christophe
- Brücke von Loyettes über die Rhône
- Brücke von Port-Galland über den Ain

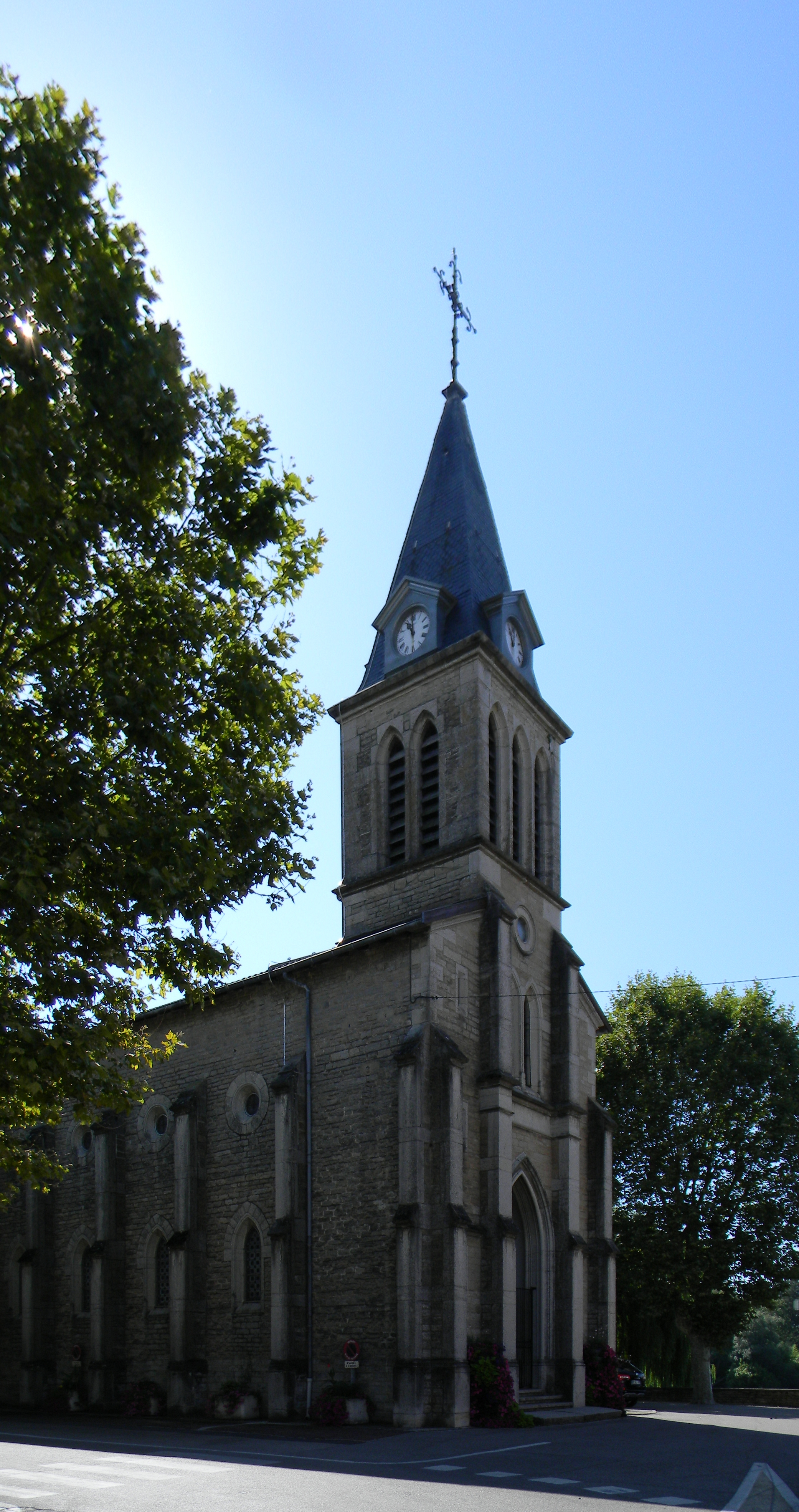
Kirche Saint-Jean-et-Saint-Christophe
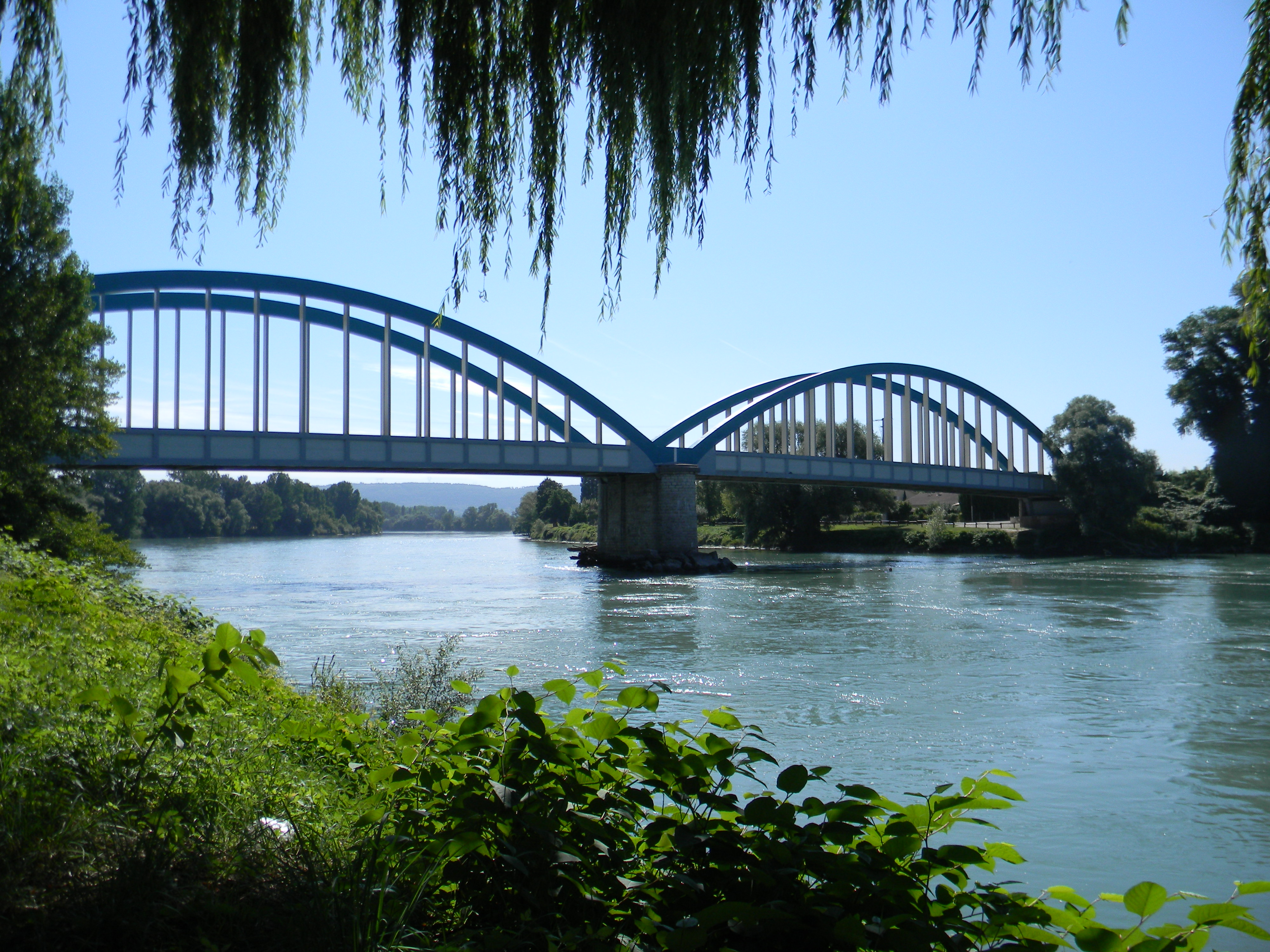
Brücke von Loyettes
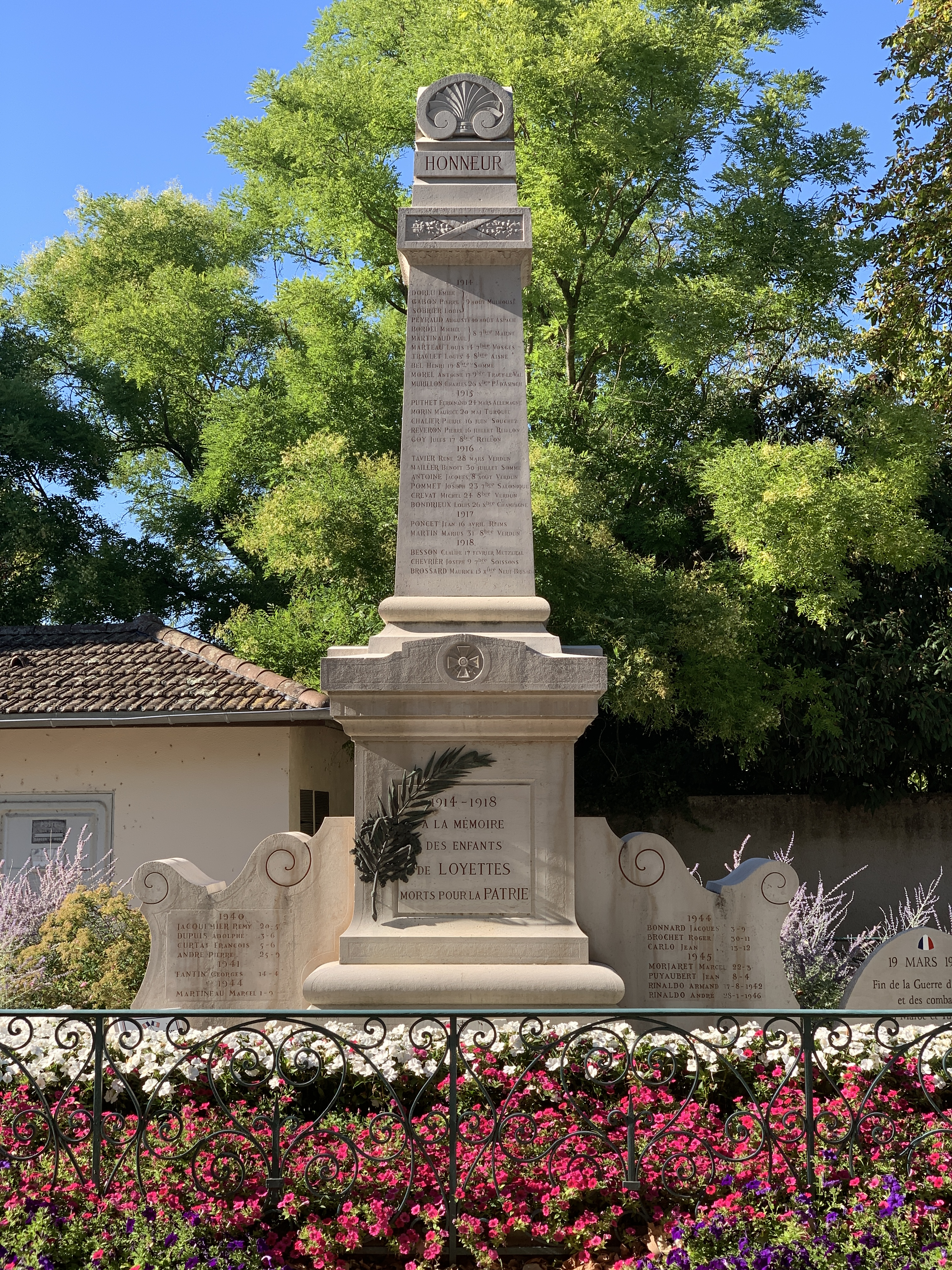
Gefallenendenkmal

## Gemeindepartnerschaft
Mit dem Ortsteil Loyers dfer belgischen Stadt Namur in Wallonien besteht seit 1990 eine Partnerschaft.